# Kriegsgräberstätte Bombenopfer Hamburg-Ohlsdorf

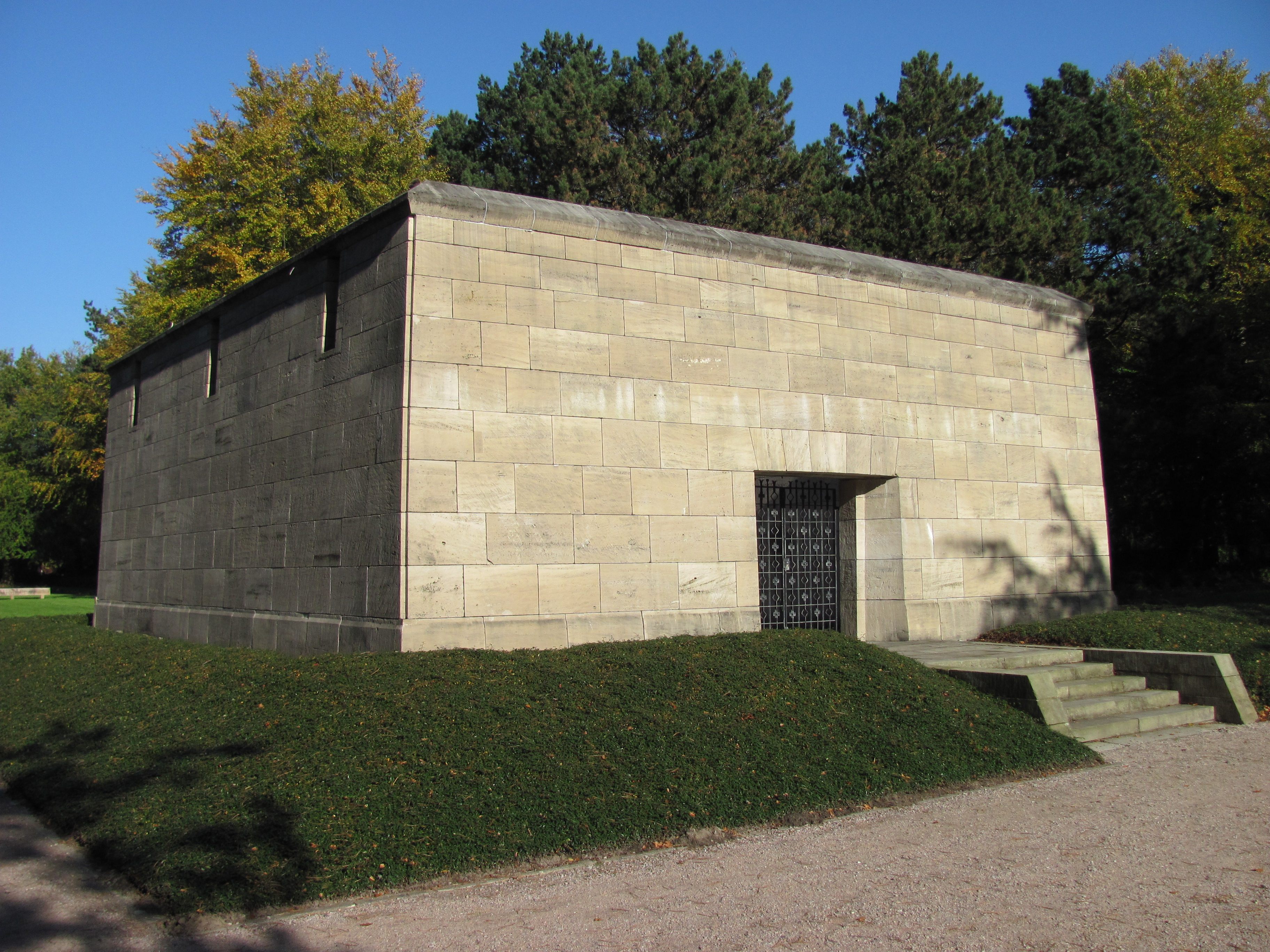
Mahnmal

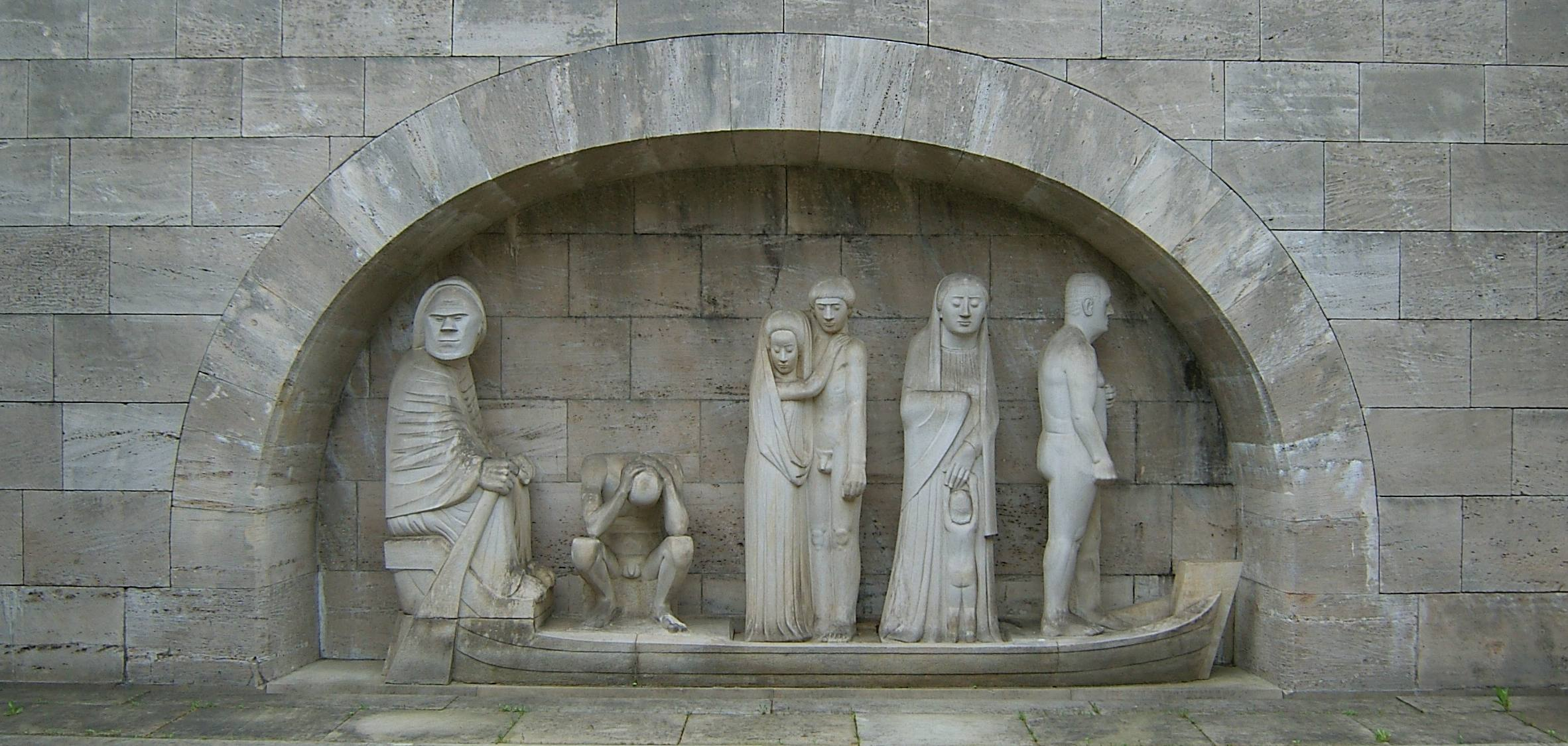
„Fahrt über den Styx“ von Gerhard Marcks im Innern des Mahnmals

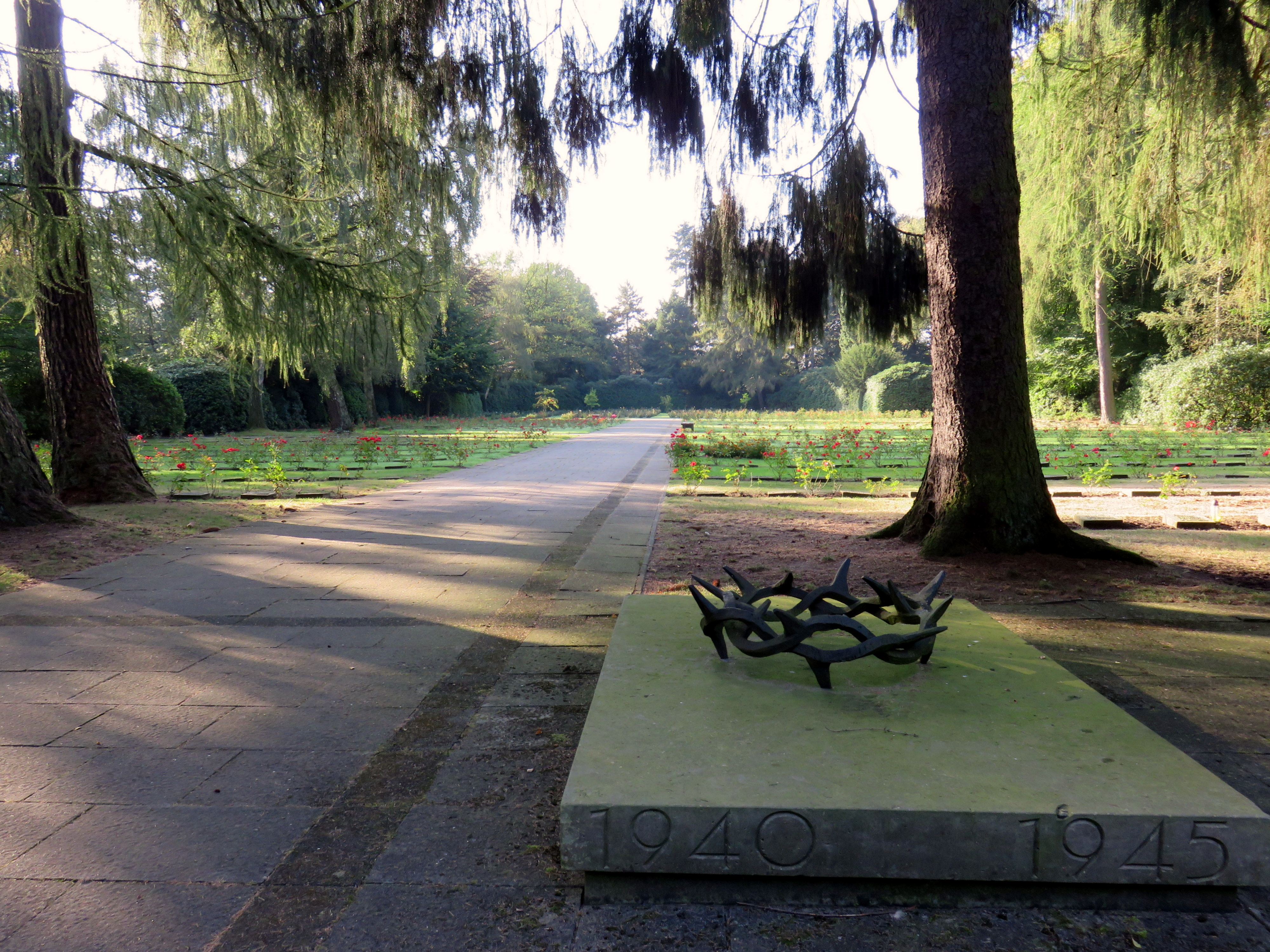
Einzelgrabanlage

Die Kriegsgräberstätte Bombenopfer Hamburg-Ohlsdorf befindet sich innerhalb des Friedhofs Ohlsdorf, der im Stadtteil Ohlsdorf der Stadt Hamburg in Deutschland liegt. Das Bombenopfer-Sammelgrab mit Mahnmal befindet sich in der Nähe des östlichen Eingangs zum Friedhof (Bramfeld, Bramfelder Chaussee) in der Nähe der Kapelle 13. Die Bombenopfer-Einzelgrabanlage befindet sich in der Nähe der Kapelle 10.
Sie wurde 1952 in einem Staatsakt von Oberbürgermeister Max Brauer eingeweiht. Dabei erinnerte der Bürgermeister daran, dass vor Hamburg die Angriffe der Deutschen auf Guernica, Warschau, Rotterdam und Coventry stattgefunden haben. Er weist auch auf die Opfer vor 1943 hin, nämlich die jüdischen Hamburger, die vertrieben wurden, und die vielen, die ausgegrenzt wurden.

## Operation Gomorrha
Die stärkste Bombardierung der Stadt Hamburg im Zweiten Weltkrieg geschah durch sechs Angriffe von britischen und US-Bombern in der Zeit vom 25. Juli bis 3. August 1943.

## Bombenopfer-Einzelgrabanlage
Das Einzelgräberfeld  (Lage) für die Opfer der Bombardierungen von 1940 bis 1945 ist durch eine große Dornenkrone auf einem Sockel gekennzeichnet. Hier ruhen 2.282 Opfer. Die Gräber sind durch liegende Steine namentlich erkennbar. Es gibt eine Liste der Opfer.

## Bombenopfer-Sammelgrabanlage

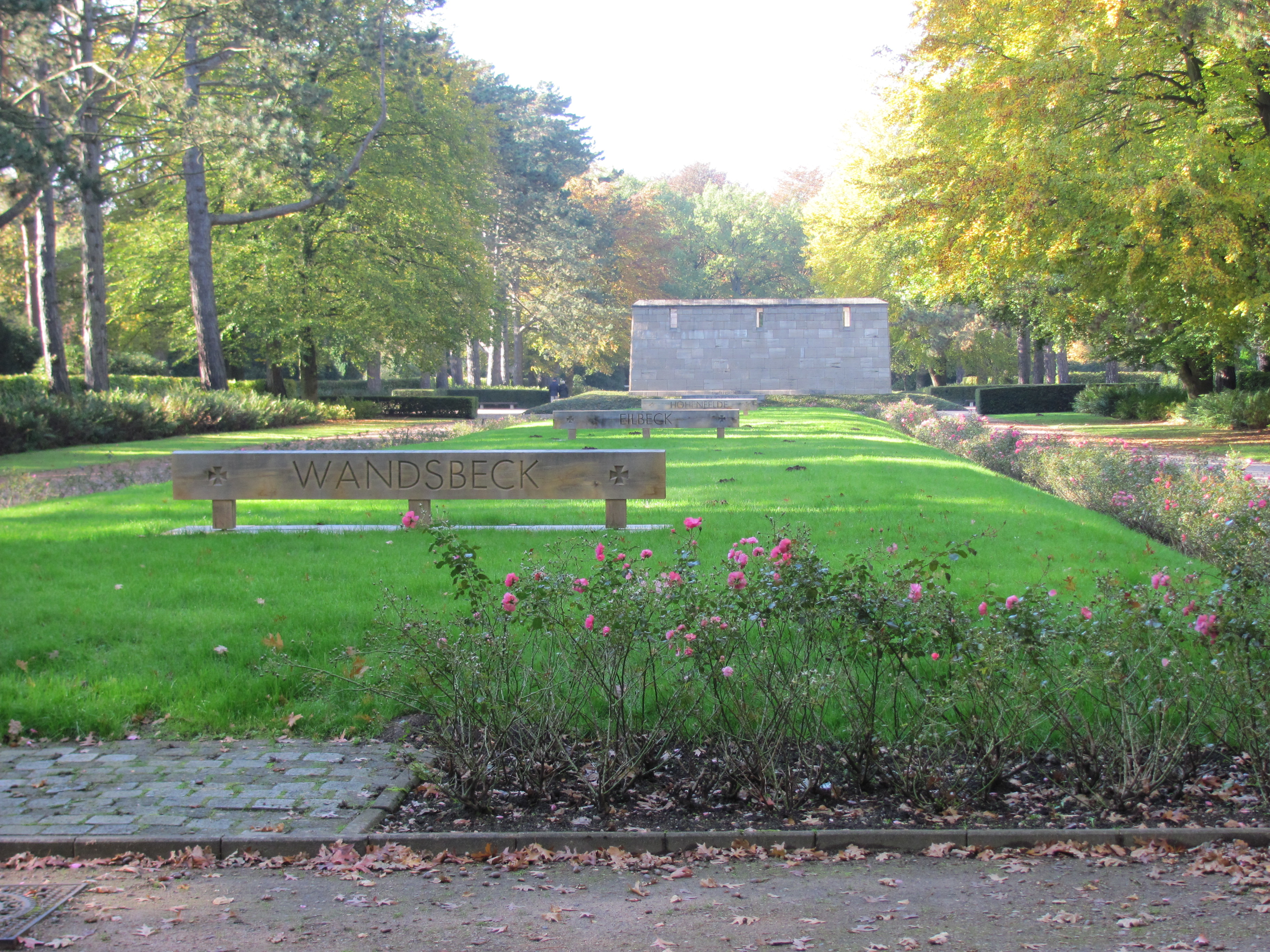
Sammelgrabanlage

Hier ruhen 36.918 Opfer in Sammelgräbern (Lage). Viele Leichen wurden, ohne dass sie identifiziert werden konnten, per LKW zum Friedhof Ohlsdorf gebracht. Achtzig Häftlinge aus dem KZ Süderstraße bestatteten die Leichen. Die vier Grabfeld-Arme sind in der Form eines Kreuzes angeordnet. Die Namen der zwanzig Hamburger Stadtteile, aus denen die Opfer stammen, sind auf großen Eichenbalken auf den Gräberfeldern aufgeführt. Es gibt eine Liste identifizierter Opfer. Im Mittelpunkt der Grabanlage befindet sich ein Kubus, in dessen Inneren das Relief „Fahrt über den Styx“ von Gerhard Marcks das Schicksal der Toten demonstriert.

## Filme

### Einzelgrabanlage
- hamburg friedhof ohlsdorf dornenkrone bombenopfer remix auf YouTube

### Sammelgrabanlage
- hamburg friedhof ohlsdorf mahnmal der bombenopfer auf YouTube
- hamburg friedhof ohlsdorf bombenopfer denkmal remix auf YouTube
- hamburg friedhof ohlsdorf mahnmal der bombenopfer remix auf YouTube
- hamburg friedhof ohlsdorf im mahnmal der bombenopfer remix auf YouTube